# Kingdom (Dave Gahan)
Kingdom è un singolo del cantante britannico Dave Gahan, pubblicato il 27 agosto 2007 come primo estratto dal secondo album in studio Hourglass.

## Descrizione
La versione 12" è stata pubblicata il 29 ottobre 2007, mentre la prima edizione in download digitale il 27 agosto, lo stesso giorno della prima messa in onda sulle radio. La versione 7" è stata pubblicata in edizione limitata.

## Video musicale
Il video, diretto da Jaron Albertin, mostra il cantante in varie ambientazioni che si illuminano con luci multicolore nel buio.

## Tracce
European CD Single (CD MUTE 393)
1. Kingdom (Single Version) – 3:33
2. Tomorrow – 5:14

Enhanced European CD Single (LCD MUTE 393)
1. Kingdom (Single Version) – 3:33
2. Kingdom (Digitalism Remix) – 5:36
3. Kingdom (Booka Shade Club Mix) – 7:39
4. Kingdom (K10K Extended Mix) – 6:36
5. Kingdom (Music Video)

European 7" picture disc (MUTE 393)
1. Kingdom (Single Version) – 3:33
2. Tomorrow – 5:14

European 12" Single (12 MUTE 393)
1. Kingdom (Digitalism Remix) – 5:36
2. Kingdom (Digitalism Dub)
3. Kingdom (Booka Shade Club Mix) – 7:39
4. Kingdom (Booka Shade Dub Mix)

Download digitale
1. Kingdom (Single Version) – 3:33

Download digitale
1. Kingdom (Studio Session) – 4:50

Digital EP
1. Kingdom (Single Version) – 3:33
2. Kingdom (Digitalism Remix) – 5:36
3. Kingdom (Booka Shade Club Mix) – 7:39
4. Kingdom (K10K Extended Mix) – 6:36

## Formazione
Musicisti
- David Gahan – voce
- Andrew Phillpott – chitarre, basso, sintetizzatori, programmazione
- Christian Eigner – batteria, sintetizzatori, drum machine, programmazione
- Graham Finn - basso
- Niko Stoessl - chitarra aggiuntiva

Produzione
- Dave Gahan - produzione
- Andrew Phillpott - produzione
- Christian Eigner - produzione
- Tony Hoffer - missaggio, ingegnere del suono
- Kurt Uenala - editing, ingegnere del suono
- Niko Stoessl - editing
- Ryan Hewitt, Andy Marcinkowski - ingegneri del suono
- Stephen Marcussen - mastering
- Anton Corbijn - fotografie, artwork, design della copertina

## Classifiche
| Chart (2007)             | Peak position |
| ------------------------ | ------------- |
| Austrian Singles Chart   | 41            |
| German Singles Chart     | 10            |
| Greek Singles Chart      | 18            |
| Italian Singles Chart    | 4             |
| Spanish Singles Chart    | 1             |
| Swedish Singles Chart    | 37            |
| UK Singles Chart         | 44            |
| U.S. Hot Dance Club Play | 1             |